# 中国思想通史
《中国思想通史》，侯外庐等著。五卷六册，二百六十万字，撰写始于20世纪40年代后期，成于60年代初期，1963年由人民出版社出版。是中华人民共和国前三十年唯一一本系统讲述中国思想史的书，以马克思主义讲述中国思想史的代表作。被誉为“迄今为止中国思想史研究中分量最重、水平最高、成就最大和影响最广的里程碑式的通史著作。”